# Hugh Montgomery
Pour les articles homonymes, voir Montgomery.
Hugh Lowell Montgomery, né le 26 août 1944 à Muncie dans l'Indiana, est un mathématicien américain spécialiste en théorie analytique des nombres et en analyse.

## Biographie
Sélectionné pour une bourse Marshall, il obtient en 1972 un Ph. D. à Cambridge sous la direction de Harold Davenport et un prix Adams, puis en 1974 un prix Salem et en 1975 un prix Henry Russel. En 1974, il est conférencier invité au Congrès international des mathématiciens à Vancouver. Il enseigne à l'université du Michigan depuis de nombreuses années.
Il est surtout connu pour sa conjecture (en) sur les propriétés statistiques des zéros de la fonction ζ, son développement de méthodes de grand crible (en) et pour avoir coécrit, avec Ivan Niven et Herbert Zuckerman, l'un des traités introductifs de référence en théorie des nombres, An Introduction to the Theory of Numbers.
En 2012, il est élu membre de l'American Mathematical Society.

## Sélection de publications
- avec Ivan Niven et Herbert Zuckerman, (en) An Introduction to the Theory of Numbers, Wiley, 1991, 5e éd., 544 p. (ISBN 978-0-471-62546-9)[6]
- (en) Topics in Multiplicative Number Theory, Springer, coll. « Lecture Notes in Mathematics » (no 227), 1971
- avec Robert Vaughan, (en) « The large sieve », Mathematika, vol. 20,‎ 1973, p. 119-134 (DOI 10.1112/S0025579300004708)
- avec Norman Levinson, (en) « Zeros of the derivatives of the Riemann zeta function », Acta Math., vol. 133,‎ 1974, p. 49-65 (DOI 10.1007/BF02392141)
- avec Bernard Beauzamy, Enrico Bombieri et Per Enflo, (en) « Products of Polynomials in Many Variables », Journal of Number Theory, vol. 36, no 2,‎ 1990, p. 219-245 (lire en ligne)
- (en) Ten Lectures on the Interface Between Analytic Number Theory and Harmonic Analysis, AMS, coll. « CBMS Regional Conference Series in Mathematics » (no 84), 1994, 220 p. (ISBN 978-0-8218-8928-2, lire en ligne)
- préface de (en) Harold Davenport, Multiplicative Number Theory, Springer, coll. « GTM » (no 74), 2000, 3e éd., 182 p. (ISBN 978-0-387-95097-6)
- avec Robert Vaughan, (en) Multiplicative Number Theory, vol. I : Classical Theory, Cambridge (GB), CUP, coll. « Cambridge Studies in Advanced Mathematics » (no 97), 2007, 552 p. (ISBN 978-0-521-84903-6, lire en ligne)